# Concierto Lubolo
Concierto Lubolo fue una comparsa afrouruguaya de candombe que desarrolló sus actividades entre 1987 y 1991. La comparsa formó parte de la tradición del toque madre de Ansina y utilizó los colores rojo, azul y blanco, tradicionales de este estilo de candombe. Concierto Lubolo se presentó tanto en el Desfile de Llamadas de Montevideo como en el concurso de carnaval en el Teatro de Verano Ramón Collazo, obteniendo un primer premio en 1990.

## Historia
El toque madre de Ansina es un estilo de candombe forjado por una comunidad específica en la cultura afrouruguaya: quienes vivieron en el "Barrio Ansina" y sus inmediaciones. Este conjunto de viviendas, también conocido como "Reus al Sur", se encontraba en el actual barrio de Palermo en la ciudad de Montevideo.
En la década de 1950, la creación de la comparsa Fantasía Negra nucleó a esta comunidad y marcó un hito en la historia de este estilo de candombe. Sin embargo, tras la disolución de dicha comparsa en 1975, la comunidad de Ansina dejó de tener una agrupación común de referencia.
En 1979, la dictadura cívico-militar desalojó a la población del Barrio Ansina, trasladándola forzosamente a diferentes barrios de la periferia de Montevideo. El año anterior, el gobierno autoritario había desalojado también el Conventillo Mediomundo. Dado que muchas familias afrouruguayas vivían en estos conjuntos habitacionales, los desalojos han sido reconocidos como racismo institucional y se han implementado medidas de reparación.

En este contexto, la creación de Concierto Lubolo en 1987 reagrupó a la gente del barrio en torno a una nueva comparsa. Concierto Lubolo fue fundada y dirigida por Hugo Bera, Edison "Palo Bombo" Oviedo, Juan Carlos "Cabeza" Curcio y Fernando "Hurón" Silva. El director de la cuerda de tambores de la comparsa, Gustavo Oviedo, sintetizó el proceso de la comparsa de esta manera:
Como estaba cansado de salir en agrupaciones que no eran de mi barrio, en 1987, fundamos Concierto Lubolo con mi hermano Edison y un grupo de amigos; esta comparsa era la heredera de Fantasía Negra, salí en ella durante cinco años. Con Concierto Lubolo gané en el Concurso Oficial un primer premio en 1990; dos segundos premios en 1988 y 1989; y un tercer premio en 1987. Como en el año 1991 tuvimos problemas entre los directores sucumbió Concierto Lubolo. En 1992 fundamos Sinfonía de Ansina con otro grupo de amigos
La continuidad entre estas tres comparsas de Ansina -Fantasía Negra, Concierto Lubolo y, su sucesora, Sinfonía de Ansina- se podía notar en los colores que utilizaban para sus vestuarios, tambores y banderas: rojo, azul y blanco

## Integrantes y estilo
La comparsa tuvo entre sus integrantes a Eduardo da Luz, "Chabela" Ramírez, "Cheché" Santos y Heber Píriz en voces; Perico Gularte, Gustavo Oviedo y Fernando "Hurón" Silva en la cuerda de tambores y Roberto "Gonzalo" Lencina y Marta Mieresen la danza.
Eduardo da Luz fue el director musical de la comparsa y continuó el legado de innovación musical y fusión del candombe con otros ritmos afroamericanos que había iniciado Pedro Ferreira en Fantasía Negra.

Además, Concierto Lubolo incluía en su espectáculo de escenario canciones con temáticas de crítica social. Eduardo da Luz ha declarado al respecto:
Me acuerdo de conversar con Fernando "Hurón" Silva, Juan Carlos "El Cabeza" Curcio (dos de los directores del conjunto). Ellos decían: “La comparsa tiene que ser diferente al resto”. Era un momento bastante embromado, pero a mí nunca me pesaron las cosas que quería decir. Yo pensaba: “El negro tiene que salir del lugar de la pasividad. Hay que expresar lo que estamos sintiendo”. Me acuerdo de cuando escribí el tema “No va más” para un espectáculo. Un día nos llama el jurado que atendía en la Comisión de Fiestas, me dicen: “Eduardo, conocemos tus candombes, y nos llamó la atención este tema…”, y uno de los dueños de la comparsa con los que fuimos a esa reunión dijo: “No le vamos a cambiar ni una coma al tema”. Ese año estábamos para ganar y salimos segundos de vuelta.
En este mismo sentido, Chabela Ramírez ha reflexionado a propósito de otra de las canciones de Concierto Lubolo, "Las Calles":
¿De qué habla «Las calles»? La canción empieza: «Las calles de mi barrio Ansina/ las recorro yo…». Fue una cosa que yo hice con Concierto Lubolo en 1986, hacía poquito que habían tirado todo esto abajo [se refiere al Conventillo Ansina, en Palermo]. Yo no entendía por qué a las personas les gustaba tanto que cantara esa canción, pero, claro, lo mismo que yo expresaba con mi rabia y mi impotencia era lo que sentían otros que se habían tenido que ir del barrio.

## Discografía
- Llamadas '89 - 1989 - Orfeo - 90087-4, Montevideo.[13]
  - La grabación incluye cuerdas de tambores del Desfile de Llamadas 1989: Marabunta. Concierto Lubolo, Kanela y su Barakutanga, Morenada, Sueño del Buceo. Sarabanda, Cicatrices), Lonjas del Sacramento, Afrocan e Imperio Lubolo.

- Eduardo Da Luz Y Su Conjunto – Candombe Puro - 1999 - Límites S.A. – L2159-2[14]
  - Eduardo da Luz incluyó varias de las canciones que compuso para Concierto Lubolo en este álbum.
- Jaime Roos - Sur - 1987 - Orfeo – SULP 90879 - Montevideo.[15]
  - Edison y Gustavo Oviedo y "Hurón" Silva, grabaron en varios discos con Jaime Roos. Es de destacar la grabación de diez tamborileros de la comparsa Concierto Lubolo en la canción "Candombe de Reyes" del álbum Sur.[16]